# 필라델피아 염색체
필라델피아 염색체(philadelphia chromosome)는 9번 염색체와 22번 염색체 사이에 전좌가 생겨 합쳐진 새로운 염색체이다. 9번 염색체의 ABL1 유전자와 22번 염색체의 BCR 유전자가 합쳐져 fusion gene인 BCR-ABL1 유전자가 되기 때문에 만성 골수성 백혈병에 걸리기 쉽다.

## 같이 보기
- 만성 골수성 백혈병